# 32726 Chromios
32726 Chromios è un asteroide troiano di Giove del campo troiano. Scoperto nel 1977, presenta un'orbita caratterizzata da un semiasse maggiore pari a 5,2302437 UA e da un'eccentricità di 0,0127713, inclinata di 5,12129° rispetto all'eclittica.
L'asteroide è dedicato a Cromio, figlio di Priamo.